# Ficus wassa
Ficus wassa är en mullbärsväxtart som beskrevs av William Roxburgh. Ficus wassa ingår i släktet fikonsläktet, och familjen mullbärsväxter. Inga underarter finns listade i Catalogue of Life.